# Pont d’Arbois
Die Pont d’Arbois ist eine Straßenbrücke in Arbois im Département Jura in der französischen Region Bourgogne-Franche-Comté. Sie führt die Route nationale N 83 über den Fluss Cuisance, die Route départementale D 469 und eine kleine Ortsstraße.
Die 100,10 m lange Brücke hat zwei Fahrspuren und beiderseitige Gehwege. Sie hat drei Öffnungen mit 40,4 m als größter Spannweite. Die Verbundkonstruktion besteht aus zwei Spannbetongurten mit externen Spanngliedern und einem stählernen Fachwerk in Form eines W.
Sie wurde von Michel Placidi entworfen, der in gestalterischen Fragen durch den Architekten Alain Spielmann unterstützt wurde, und 1985 durch Dragages et Travaux Publics ausgeführt, deren Abteilung Ouvrages d’art er leitete.
Die französischen Brückeningenieure suchten damals nach Wegen, das Gewicht des Balkenträgers zu verringern und damit günstigere Baukosten zu erreichen. Die Pont d’Arbois war eine der ersten kleineren Brücken, bei denen diese Ideen erstmals realisiert wurden. Mit dem Viaduc de Maupré und dem Viaduc de Sylans wurden ähnliche Lösungen realisiert.

## Einzelnachweise

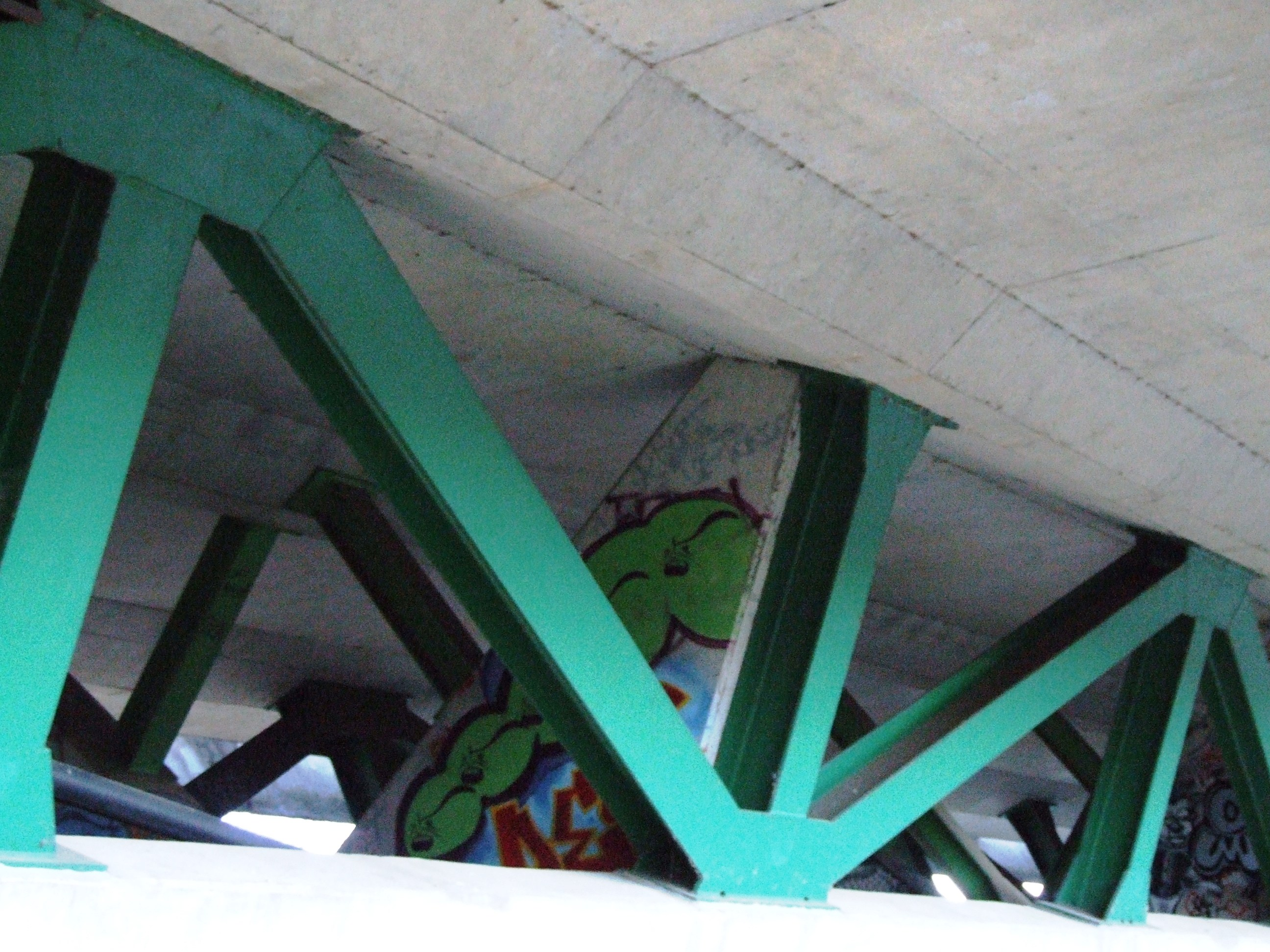
Blick in das Tragwerk